# 헬로모바일
헬로모바일(Hello Mobile)은 LG헬로비전이 LG / KT / SKT이동통신 망을 임대하여 제공하는 대한민국의 가상 이동 통신망 사업자(MVNO, 알뜰폰) 서비스이다. 자체적으로 휴대 전화를 판매하지 않으며 일반 휴대 전화를 중심으로 하는 SK텔레콤 제휴 MVNO 서비스인 한국케이블텔레콤의 티플러스와는 달리, 자체 휴대 전화를 판매하고 스마트폰 중심으로 서비스를 하고 있으며, 2017년 3분기 기준 가입자수는 853,197명이다.

## 연혁
- 2011년 10월 12일 : KT와 가상 이동통신망 협정 체결[2]
- 2011년 12월 20일 : 헬로모바일 서비스 공개[3]
- 2012년 1월 2일 : MVNO 서비스 및 휴대 전화 판매 개시

## 특징
- 기존 대한민국의 이동통신 3사에 비해 요금이 40% 저렴하다.
- SK텔레콤이나 KT에서 사용하던 기존의 3세대 이동 통신 단말기 및 스마트폰을 USIM 카드만 바꾸어 헬로모바일에서 계속 사용할 수 있다.[4]
- CJ그룹 계열사 이용시 CJ원카드 포인트 추가 적립 혜택을 제공한다.[5][6]

## 판매 기종
- 넥서스5
- 넥서스5X
- LG G 스타일로 (LG-F560K)
- LG G 플렉스 (LG-F340K)
- LG G 플렉스 2
- LG G3 (LG-F400K)
- LG G3 카테고리 6 (LG-F460K)
- LG G3 비트 (LG-F470K)
- LG G4
- LG V10 (LG-F600K)
- LG 와인 스마트 (LG-F480K)
- LG 와인 스마트 재즈 (LG-F610K)
- LG 아카 (LG-F520K)
- LG 클래스 (LG-F620K)
- 갤럭시 A5 (SM-A500K)
- 갤럭시 A7 (SM-A700K)
- 갤럭시 J5 (SM-J500N0)
- 갤럭시 J7 (SM-J700K)
- 갤럭시 S4 (SHV-E300K)
- 갤럭시 S4 LTE-A (SHV-E330K)
- 갤럭시 S5 (SM-G900K)
- 갤럭시 S5 광대역 LTE-A (SM-G906K)
- 갤럭시 S6 (SM-G920K)
- 갤럭시 S6 엣지 (SM-G925K)
- 갤럭시 S6 엣지 플러스 (SM-G928K
- 갤럭시 그랜드 맥스 (SM-G720N0)
- 갤럭시 그랜드 2 (SM-G710K)
- 갤럭시 노트 3 (SM-N900K)
- 갤럭시 노트 3 네오 (SM-N750K)
- 갤럭시 노트 4 (SM-N910K)
- 갤럭시 노트 4 S-LTE (SM-N916K)
- 갤럭시 노트 5 (SM-N920K)
- 갤럭시 노트 엣지 (SM-N915K)
- 갤럭시 알파 (SM-G850K)
- 갤럭시 폴더 (SM-G150NK)

## 같이 보기
- SK텔레콤
- KT
- LG유플러스
- CJ헬로비전
- 헬로tv
- 헬로넷
- 헬로폰
- 00747
- 티빙
- 알뜰폰